# Hvad er det for noget at sige?
Hvad er det for noget at sige? er en dansk kortfilm fra 2013, der er instrueret af Sunniva Tillson efter eget manuskript.

## Handling
Denne artikel mangler et handlingsreferat. Hjælp os med at skrive det.

## Medvirkende
- Julie Jepsen - Julie
- Simon Bianchi Andersen - Steffen
- Simon Strand Andersen - Joachim
- Elisabeth Nordentoft - Susanne
- Karl Friis Forchhammer - Esben
- Mads Boisen - Sebastian